# Серс Копи
Серс Копи (итал. Serse Coppi; 23. март 1923 — 29. јун 1951) је бивши италијански професионални бициклиста и млађи брат Фауста Копија. Највећи успех остварио је 1949. када је освојио Париз—Рубе.

## Каријера
Серс Копи је почео да вози индивидуално 1941. године, а 1945. је прешао у професионалце. Прве године је остварио две победе, освојио је трку Милан—Варзи и куп Андреа Боеро. На нову победу је чекао до 1949. када је освојио Париз—Рубе, један од најконтраверзнијих свих времена. У бегу су били тројица возача, Моужиц, Маје и Ленен, прошли су кроз град и дошли су на узак коловоз, који води до рампе на улазу на велодром. Менаџер их је послао лево уместо десно. Очајнички су тражили начин да уђу на велодром, али није било очигледног пута. Били су нервозни и пуни адреналина, Моужиц је рекао да нема сврхе више возити, кренуо је да вози уски круг, изгубио је контролу и пао, приликом чега је сломио педалу. Оставивши Моужица да поправи педалу, Маје и Ленен су нашли пут који не би требало да користе, али тада, било где је било боље него нигде. Гурнули су врата и нашли су се у соби за новинаре. И тако су завршили Париз—Рубе. Спустили су се између седишта и збуњених новинара, а онда су се попели преко ограде, вратили се на бицикла и спринтали до циља. За судију, Хенрија Бударга, то је било довољно. Било је неуобичајено, али Маје је стартовао у Паризу и завршио је у Рубеу и прешао је линију пре других. Означио га је као победника и послао га је да одвезе почасни круг. неколико минута касније дошла је група, коју је одспринтао Серс Копи. Копи је био срећан што је победио у групном спринту, али кад је чуо на који начин је бег стигао до циља, почео је да се буни и да тражи да победа припадне њему. Рекао је да се диви Мајеу због начина на који је дошао до циља, али да то није била рута и да би требало да буде дисквалификован или померен у пласману. Судија је уважио те аргументе и доделио је победу Копију. Неколико дана касније, Француска бициклистичка федерација је прогласила Мајеа победником, са чим се нису слагали Италијани и тражили су правду од светске бициклистичке уније, UCI. UCI је заседао у августу и одлучили су да укину трку и да је оставе без победника за ту годину, али су одлучили да се поново састану у новембру. У новембру су одлучили да ипак оставе трку и доделили су победу обојици возача.

## Смрт
Умро је 1951. у паду у завршном спринту на Ђиру Пијемонта, када му је точак отишао на шине и захваћен је од стране трамваја. Тројица су пали, али само један није могао да настави трку, Серс Копи. Могао је да вози до хотела и није осећао превелику бол, али одмах је одведен у болницу, где му је дијагностикован потрес мозга. Умро је на рукама свог брата, Фауста, пре операције.